# 董润年
董润年（？—），天津人，中国编剧、导演。

## 生平
1999年，入读北京广播学院导演系99级影视导演专业。2003年，参与古装剧《清明酒家》的编剧，从而开启编剧生涯。2004年，保送中国传媒大学，攻读电影学（影视创作方向）硕士。毕业后，曾担任《丑女无敌3》《摩登女婿》等多部都市剧的编剧，后进入电影行业，代表作品有《厨子戏子痞子》《心花路放》《疯狂的外星人》《老炮儿》等。2017年，凭《老炮儿》与管虎共同获得第31届中国电影金鸡奖最佳编剧奖。
2019年起，转型为电影导演，首部作品为黄渤主演的爱情科幻片《被光抓走的人》。2023年，第二部电影《年会不能停！》上映，成为年末票房黑马，获第37届大众电影百花奖最佳编剧奖。

## 電影

### 導演
- 2019年《被光抓走的人》
- 2023年《年会不能停！》

### 编剧
- 2019年《被光抓走的人》
- 2023年《年会不能停！》